# Афганська криза

Карта регіону у 1886 році

Афганська криза — конфлікт між Російською імперією і Британською імперією через сфери впливу в Центральній Азії, спровокований боєм на Кушці. Став кульмінацією Великої гри цих держав, яка тривала з середини XIX століття. У ході афганської кризи «холодна війна» Британії та Росії ледь не переросла у «гарячу» фазу.
Після того як у березні 1885 російські війська увійшли в безпосередній зіткнення з афганськими військами поблизу Пенджде, британський уряд зажадав, щоб при розмежуванні Росія віддала Афганістану захоплений нею Пенджде і деякі туркменські території. Росія відповіла відмовою, мотивувавши це тим, що туркменські землі заселені переважно туркменами і ніколи не належали до Афганістану.
Внаслідок втручання у російсько-афганські відносини британці створили у регіоні напружену обстановку. І відносини між Британською імперією та Росією, і так холодні, зіпсувалися остаточно. Британські офіцери очолили афганську армію і чинили російським опір. На лівому березі річки Кушки розпочався бій між російськими та афганськими підрозділами. На чолі афганської армії були англійці.
Афганські війська незабаром відступили, що вдарило по престижу британців в Афганістані. Далі розв'язувати війну проти Росії афганський емір не хотів. Олександр III, прозваний у народі Миротворцем, також захотів розвивати війну проти Афганістану, цим ще більше наближаючи англо-російську війну. Обидві країни (Росія та Афганістан) списали цей інцидент на випадкове прикордонне зіткнення.